# Uriah Heep Live
Uriah Heep Live is het eerste livealbum van de Britse rockgroep Uriah Heep. Op dit dubbelalbum staat een registratie van een concert in Birmingham, waar de band haar bekendste en meest succesvolle nummers speelde. Het album wordt afgesloten met een medley van oude rock-'n-rollnummers van Chuck Berry, Carl Perkins en anderen.

## Muzikanten
- David Byron – zang
- Ken Hensley – keyboards, gitaar, percussie
- Mick Box – elektrische en akoestische gitaar
- Lee Kerslake – drums en percussie
- Gary Thain – basgitaar

In het begin had de band te kampen met verschillende bezettingswisselingen. Vanaf het vierde studioalbum Demons and wizards (1972) heeft de groep een aantal jaren gespeeld in deze klassieke, meest succesvolle samenstelling. 

## Muziek
Op het  eerste livealbum Uriah Heep Live speelt de band een combinatie van harde rock en melodieuze stukken, zoals we dat ook kennen van hun studioalbums. Op dit livealbum ligt de nadruk nog meer op opzwepende, stevige rockmuziek. 
De band opent haar optreden met Sunrise en Sweet Lorraine, die beide afkomstig zijn van het album The magician’s birthday. Daarna volgen twee stevige rocknummers Traveller in time en Easy livin’ (beide van het album Demons and wizards). Het epische July morning en de rocker Tears in my eyes komen van het album Look at yourself. Gypsy, afkomstig van het eerste album …Very ‘eavy…very ‘umble duurt in de live uitvoering ruim dertien minuten en bevat onder meer harde solo’s van keyboard, gitaar en drums. De rockballad Circle of hands (van het album Demons and wizards) wordt gevolgd door het sterk opzwepende Look at yourself van het gelijknamige album. Magician’s birthday is sterk afwijkend van de rest van het album, de band zingt Happy birthday to you ter ere van de jarige Magician. Love machine is een stevig rocknummer, afkomstig van het album Look at yourself. Tot slot speelt de band een medley van bekende rock ’n roll nummers uit de jaren vijftig. 
| Nr. | Titel                                  | Duur |
| --- | -------------------------------------- | ---- |
| 1.  | Sunrise (Hensley)                      | 3:50 |
| 2.  | Sweet Lorraine (Box/Byron/Thaine)      | 4:27 |
| 3.  | Traveller in time (Box/Byron/Kerslake) | 2:43 |
| 4.  | Easy livin’ (Hensley)                  | 2:43 |

| Nr. | Titel                        | Duur  |
| --- | ---------------------------- | ----- |
| 1.  | July morning (Byron/Hensley) | 11:23 |
| 2.  | Tears in my eyes (Hensley)   | 4:34  |

| Nr. | Titel                     | Duur  |
| --- | ------------------------- | ----- |
| 1.  | Gypsy (Box/Byron)         | 13:32 |
| 2.  | Circle of hands (Hensley) | 8:47  |

| Nr. | Titel                                     | Duur |
| --- | ----------------------------------------- | ---- |
| 1.  | Look at yourself (Hensley)                | 7:24 |
| 2.  | Magicians birthday (Box/Hensley/Kerslake) | 1:15 |
| 3.  | Love machine (Box/Byron/Hensley)          | 3:07 |
| 4.  | Rock ’n roll medley (diverse artiesten)   | 8:17 |

De Rock ’n Roll medley bestaat uit de volgende nummers:
- Roll over Beethoven (Chuck Berry)
- Blue suede shoes (Carl Perkins)
- Mean Woman blues (Claude Dementhius)
- Hound dog (Jerry Leiber & Mike Stoller)
- At the hop (Artie Singer, John Medora, David White)
- Whole lotta shakin’ goin’on (Dave “Curlee” Williams en Sunny David)
- Blue suede shoes (Carl Perkins)

Tussen haakjes staat de schrijver van het liedje genoemd, soms is het liedje bekend geworden door een andere artiest zoals Elvis Presley (Hound Dog) en Jerry Lee Lewis (Whole lotta shakin'going'on).

## Album
Dit livealbum is opgenomen tijdens een concert in de Town Hall in Birmingham op 26 januari 1973 tijdens een Britse tour. Het is in het Verenigd Koninkrijk uitgebracht op het Bronze-label in mei 1973 en in de Verenigde Staten op Mercury Records.in april 1973. Het album is geproduceerd door Gerry Bron met assistentie van Peter Gallen. De officiële albumhoes is ontworpen door Fabio Nicoli Associates en bestaat uit een tien bladzijden tellend boekwerkje met onder meer een biografie en kleurenfoto van alle muzikanten. De binnenhoes bestaat uit krantenknipsels over de band. In 2010 is een luxe uitvoering van dit album uitgebracht met twaalf bonusnummers.